# Datro Fofana
David Datro Fofana (Ouragahio, 2002. december 22. –) elefántcsontparti válogatott labdarúgó, az angol Chelsea játékosa.

## Pályafutása

### Klubcsapatokban
Fofana az elefántcsontparti Ouragahio városában született.
2019-ben mutatkozott be az abidjani székhelyű AFAD felnőtt csapatában. 2021. február 2-án négyéves szerződést kötött a norvég első osztályban szereplő Molde együttesével. 2021. február 18-án, a TSG Hoffenheim ellen 3–3-as döntetlennel zárult Európa-liga-mérkőzés 65. percében Björn Bergmann Sigurðarsont váltva debütált és egyben megszerezte első gólját is a klub színeiben. A ligában először a 2021. május 9-ei, Kristiansund elleni találkozó 69. percében Ohi Omoijuanfo cseréjeként lépett pályára. Első ligagólját 2022. május 26-án, a Sarpsborg 08 ellen idegenben 2–1-re megnyert bajnokin szerezte meg.
2022. december 28-án jelentették be, hogy 2023. január 1-től csatlakozik az angol Chelsea csapatához. A 2023–24-es szezonban a német Union Berlinnél szerepelt kölcsönben.

### A válogatottban
Fofana az U23-as korosztályú válogatottban is képviselte Elefántcsontpartot.
2019-ben debütált az felnőtt válogatottban. Először a 2019. szeptember 22-ei, Niger ellen 2–0-ra elvesztett 2020-as afrikai nemzetek bajnoksága mérkőzésen lépett pályára.

## Statisztikák
2023. május 25. szerint
| Klub     | Szezon   | Osztály        | Bajnokság | Bajnokság | Kupa  | Kupa | Nemzetközi | Nemzetközi | Összesen | Összesen |
| Klub     | Szezon   | Osztály        | Meccs     | Gól       | Meccs | Gól  | Meccs      | Gól        | Meccs    | Gól      |
| -------- | -------- | -------------- | --------- | --------- | ----- | ---- | ---------- | ---------- | -------- | -------- |
| Molde    | 2021     | Eliteserien    | 18        | 0         | 4     | 2    | 5          | 1          | 27       | 3        |
| Molde    | 2022     | Eliteserien    | 24        | 15        | 3     | 2    | 10         | 4          | 37       | 21       |
| Molde    | Összesen | Összesen       | 42        | 15        | 7     | 4    | 15         | 5          | 64       | 24       |
| Chelsea  | 2022–23  | Premier League | 3         | 0         | 1     | 0    | 0          | 0          | 4        | 0        |
| Összesen | Összesen | Összesen       | 45        | 15        | 9     | 4    | 15         | 5          | 69       | 24       |

### A válogatottban
| Válogatott       | Év       | Pályára lépés | Gól |
| ---------------- | -------- | ------------- | --- |
| Elefántcsontpart | 2019     | 2             | 0   |
| Elefántcsontpart | 2022     | 2             | 0   |
| Összesen         | Összesen | 4             | 0   |

## Sikerei, díjai
Molde
- Eliteserien
  - Bajnok (1): 2022
  - Ezüstérmes (1): 2021

- Norvég kupa
  - Győztes (1): 2021–22